# 1908年ロンドンオリンピックのイタリア選手団
1908年ロンドンオリンピックのイタリア選手団（1908ねんロンドンオリンピックのイタリアせんしゅだん）は、1908年4月27日から10月31日にかけてイギリスの首都ロンドンで開催された1908年ロンドンオリンピックのイタリア選手団、およびその競技結果。

## 概要
今大会は金メダル2個、銀メダル2個、合計4個のメダルを獲得した。

## メダル
| メダル | 選手名           | 競技 | 種目     |
| ------ | ---------------- | ---- | -------- |
| 銀     | エミリオ・ルンギ | 陸上 | 男子800m |